# Epidola barcinonella
Epidola barcinonella är en fjärilsart som beskrevs av Pierre Millière 1867. Epidola barcinonella ingår i släktet Epidola och familjen stävmalar. Inga underarter finns listade i Catalogue of Life.